# Club Atlético River Plate 2006-2007
Questa voce raccoglie le informazioni riguardanti il Club Atlético River Plate nelle competizioni ufficiali della stagione 2006-2007.

## Stagione
Al comando della squadra arriva Daniel Passarella, e la campagna acquisti porta Nelson Rivas, Federico Lussenhoff e Mauro Rosales, nonché il giovane Marco Rubén. Nell'Apertura il club segue, al terzo posto, i primi due classificati (Boca Juniors e Estudiantes). Nel Clausura si posiziona invece 4º, registrando, con 16 reti subite, la miglior difesa del torneo. Meno brillante la prestazione in campo internazionale, dove viene eliminato alla fase a gironi nella Libertadores e dal Atlético Paranaense agli ottavi di Sudamericana.

## Maglie e sponsor
Lo sponsor tecnico per la stagione 2006-2007 è Adidas, mentre lo sponsor ufficiale è Petrobras.
| Casa | Trasferta |

## Rosa
| N. |                      | Ruolo | Calciatore          |
| -- | -------------------- | ----- | ------------------- |
|    | Argentina (bandiera) | P     | Juan Pablo Carrizo  |
|    | Argentina (bandiera) | P     | Bernardo Leyenda    |
|    | Argentina (bandiera) | P     | Germán Lux          |
|    | Argentina (bandiera) | P     | Juan Ojeda          |
|    | Argentina (bandiera) | P     | Diego Pellegrino    |
|    | Argentina (bandiera) | D     | Horacio Ameli       |
|    | Argentina (bandiera) | D     | Federico Domínguez  |
|    | Argentina (bandiera) | D     | Paulo Ferrari       |
|    | Argentina (bandiera) | D     | Danilo Gerlo        |
|    | Argentina (bandiera) | D     | Federico Lussenhoff |
|    | Argentina (bandiera) | D     | Emanuel Martínez    |
|    | Argentina (bandiera) | D     | Mateo Musacchio     |
|    | Argentina (bandiera) | D     | Lucas Mareque       |
|    | Argentina (bandiera) | D     | Jesús Méndez        |
|    | Argentina (bandiera) | D     | Cristian Nasuti     |
|    | Colombia (bandiera)  | D     | Nelson Rivas        |
|    | Argentina (bandiera) | D     | Eduardo Tuzzio      |
|    | Argentina (bandiera) | D     | Cristian Villagra   |
|    | Argentina (bandiera) | C     | Matías Abelairas    |
|    | Argentina (bandiera) | C     | Santiago Aloi       |
|    | Argentina (bandiera) | C     | Fernando Belluschi  |
| 39 | Argentina (bandiera) | C     | Diego Buonanotte    |
|    | Argentina (bandiera) | C     | Marcelo Burzac      |
|    | Argentina (bandiera) | C     | Nicolás Domingo     |

| N. |                      | Ruolo | Calciatore               |
| -- | -------------------- | ----- | ------------------------ |
|    | Argentina (bandiera) | C     | Alejandro Faurlín        |
|    | Argentina (bandiera) | C     | Augusto Fernández        |
|    | Argentina (bandiera) | C     | Marcelo Gallardo         |
|    | Argentina (bandiera) | C     | Diego Galván             |
|    | Argentina (bandiera) | C     | René Lima                |
| 35 | Argentina (bandiera) | C     | Gonzalo Ludueña          |
|    | Argentina (bandiera) | C     | Leonardo Ponzio          |
|    | Argentina (bandiera) | C     | Lucas Pusineri           |
|    | Argentina (bandiera) | C     | Rubens Sambueza          |
|    | Argentina (bandiera) | C     | Andrés San Martín        |
|    | Uruguay (bandiera)   | C     | Marcelo Sosa             |
|    | Colombia (bandiera)  | C     | Juan Carlos Toja         |
|    | Argentina (bandiera) | C     | Víctor Zapata            |
| 29 | Argentina (bandiera) | A     | Federico Almerares       |
| 27 | Argentina (bandiera) | A     | Juan Ignacio Antonio     |
| 11 | Colombia (bandiera)  | A     | Radamel Falcao García    |
| 9  | Argentina (bandiera) | A     | Ernesto Farías           |
| 19 | Argentina (bandiera) | A     | Gonzalo Higuaín          |
| 42 | Argentina (bandiera) | A     | Jerónimo Morales Neumann |
| 39 | Argentina (bandiera) | A     | Andrés Ríos              |
|    | Argentina (bandiera) | A     | Mauro Rosales            |
| 10 | Argentina (bandiera) | A     | Marco Rubén              |
|    | Argentina (bandiera) | A     | Sebastián Sciorilli      |

## Statistiche

### Statistiche di squadra
| Competizione          | Punti | Totale | Totale | Totale | Totale | Totale | Totale | DR  |
| Competizione          | Punti | G      | V      | N      | P      | Gf     | Gs     | DR  |
| --------------------- | ----- | ------ | ------ | ------ | ------ | ------ | ------ | --- |
| Campionato - Apertura | 38    | 19     | 11     | 5      | 3      | 33     | 17     | +16 |
| Campionato - Clausura | 33    | 19     | 9      | 6      | 4      | 26     | 16     | +10 |
| Libertadores          | -     | 6      | 2      | 2      | 2      | 5      | 6      | -1  |
| Sudamericana          | -     | 2      | 0      | 1      | 1      | 2      | 3      | -1  |
| Totale                | -     |        |        |        |        |        |        | -   |